# Розанова, Ольга Сергеевна
О́льга Серге́евна Ро́занова (род. 29 июля 1963) — доктор физико-математических наук, профессор кафедры дифференциальных уравнений МГУ.

## Биография
Ольга Сергеевна Розанова окончила механико-математический факультет МГУ в 1987 году.
Она — доцент по кафедре дифференциальных уравнений МГУ с 17 марта 1999 года;
Доктор физико-математических наук с 2012 года;
С 2018 года — профессор кафедры дифференциальных уравнений МГУ.
Тема докторской диссертации: «Применение метода моментов для исследования свойств решений систем уравнений газодинамического типа».

### Научные интересы
Научные интересы: нелинейные уравнения гиперболического типа, законы сохранения, приложения к метеорологии и другим областям естествознания, финансовая математика.
Читает курс «Уравнения с частными производными».

### Труды
Основные труды:
- 2005 год — учебные пособия «Сборник задач по уравнениям с частными производными» (в соавторстве),
- 2009 год — «Курс лекций по уравнениям с частными производными».